# Partido Nacionalista Peruano
O Partido Nacionalista Peruano (PNP) é um partido político do Peru.
Fundado por Ollanta Humala em 2005, tem como principal ideologia o nacionalismo e seu espectro político é de centro-esquerda.
Nas eleições gerais de 2006, Humala concorre formalmente pela União pelo Peru (UPP), como candidato convidado.
Unido a UPP, obteveram quase 30% da votação a presidente da república e 35% ao parlamento. A UPP tornou-se o maior partido do Congresso, com 45 das 120 cadeiras. Após o início da legislatura, os membros do PNP se separaram da UPP, passando a contar com 25 parlamentares.

## Eleições gerais de 2011
Principal componente na coligação de esquerda Gana Perú, foi vitorioso a tanto a nível parlamentar, com 46 assentos, como a nível presidencial com a consagrada eleição de Humala no segundo turno.

## Envolvimento na Operação Lava Jato
Em 2015, a esposa de Ollanta, e líder do Partido, Nadine Heredia, foi acusada, pela polícia brasileira, na Operação Lava Jato, de ter recebido propina da empresa Odebrecht (atual Novonor). A primeira-dama nega as acusações, questionando a autenticidade dos documentos apresentados: "por trás [das denúncias], está o APRA", declarou.